# Leader (Marvel)
The Leader (Samuel Sterns) is een fictieve superschurk uit de strips van Marvel Comics. Hij werd bedacht door Stan Lee en Steve Ditko. Het personage is een van de grootste vijanden van de Hulk.
De Nederlandse stemmen van de Leader zijn Edward Reekers en Thijs van Aken geweest.

## Biografie
Samuel Sterns werd geboren in Boise. Hij was ooit een gewoon mens met gemiddelde intelligentie. Hij werkte voor een chemisch bedrijf. Toen hij op een dag een lading radioactief materiaal naar een opslagbunker moest brengen, ging er wat mis. Een deel van het materiaal ontplofte, en stelde Sterns bloot aan een grote dosis gammastraling. De straling muteerde hem tot een groen humanoïde wezen met een kolossale schedel, enorme intelligentie en telepathische krachten.
Met zijn nieuwe talenten werd Sterns een superschurk onder de naam Leader. Hij maakte voor zichzelf een leger van vrijwel onverwoestbare plastic wezens genaamd Humanoids. Al snel zette hij zijn zinnen op wereldoverheersing, beginnend met de Verenigde Staten. Dit bracht hem tevens voor het eerst in contact met de Hulk, die hij wilde vangen voor studie. Hij ving de Hulk toen die door het Amerikaanse leger werd aangevallen, en gebruikte hem om de wereld van de Watchers te beroven van hun technologie. De Hulk bracht echter een apparaat terug waarmee hij Leader kon verslaan.
Nadien hebben Leader en Hulk regelmatig gevochten. Leader heeft ook een paar keer samengespannen met andere vijanden van de Hulk zoals Generaal Ross, de Rhino en Glob.
Na verloop van tijd begon de gammastraling in Leaders lichaam af te nemen. Zijn intelligentie begon weer te dalen naar normaal niveau, waardoor steeds meer van zijn plannen mislukten. In een poging zichzelf te redden absorbeerde Leader alle gammastraling van Rick Jones, een vriend van de Hulk die en soortgelijk ongeluk had gekregen als de Hulk. Het plan werkte, maar Leader onderging een nieuwe mutatie. Zijn hoofd kreeg nu de vorm van een extra groot brein en zijn huidskleur werd wat lichter.
Leader leek even om het leven te komen toen de Hulk erin slaagde hem rechtstreeks aan te vallen. Leaders bewustzijn was rond dit punt echter dusdanig geëvolueerd dat hij zonder lichaam kon voortbestaan. Later maakte hij voor zichzelf toch weer een lichaam dat leek op een kruising tussen zijn twee voorgaande vormen.

## Krachten en vaardigheden
De Leader heeft bovenmenselijke intelligentie. Hij kan dingen begrijpen die het normale menselijke verstand ver te boven gaan, en vaak zeer nauwkeurig uitkomsten van gebeurtenissen voorspellen via pure logica. Zijn intuïtie is ook bovenmenselijke groot, waardoor zijn voorgevoelens vrijwel altijd blijken te kloppen. Leader beschikt over kennis op het gebied van genetica, natuurkunde en robotica. Hij heeft al vele wapens, supercomputers, androïden en synthetische mensen uitgevonden.
Leader beschikt naast zijn intelligentie over telepathische krachten. Hij kan anderen mentaal beheersen door ze enkel aan te raken. Alleen wezens die net als hij gemuteerd zijn door gammastraling (zoals de Hulk) zijn immuun voor deze gedachtenbeheersing. Hij kan met zijn krachten zeer realistische illusies opwekken.
Leader is echter zeer arrogant en vertoont soms onvolwassen gedrag, wat hem gerelegeld dwarszit.

## Ultimate Leader
De Ultimate-versie van de Leader maakte zijn debuut in Ultimate Human #1, een mini-serie met in de hoofdrol de Ultimate versies van Iron Man en de Hulk. Deze leader is in werkelijkheid Pete Wisdom, een ex-geheimagent voor de Britse geheime dienst. Hij werd de Leader door het "British Enhancile Program" op zichzelf uit te testen.

## In andere media

### Marvel Cinematic Universe
Sinds 2008 verscheen dr. Samuel Sterns, Leader alter ego, in het Marvel Cinematic Universe en wordt vertolkt door Tim Blake Nelson. Hij debuteerde in de film The Incredible Hulk uit 2008. In deze film is hij aanvankelijk een gewone wetenschapper, die Bruce helpt zijn transformaties tot de Hulk onder controle te houden. Later blijkt dat hij bloedmonsters van de Hulk heeft bemachtigd voor zijn eigen onderzoek. In de climax van de film verandert hij Emil Blonsky op diens aandringen in Abomination. Abomination vernietigt na zijn transformatie Sterns' lab. Hierbij loopt Sterns een hoofdwond op en valt er een druppel van Hulks bloed in de wond. Dit veroorzaakt een mutatie waarbij Sterns’ schedel muteert tot enorm formaat. Deze scène doet vermoeden dat Sterns hiermee is veranderd in The Leader. Zeventien jaar, in 2025, later keerde een gemuteerde en extra slimme Sterns terug als de hoofdschurk voor de film Captain America: Brave New World. In deze film neemt hij wraak op president Thunderbolt Ross door middel van het beschadigen van zijn reputatie. Dit doet hij door hem te transformeren in Red Hulk. Dr. Samuel Sterns / Red Hulk verscheen in de volgende films:
- The Incredible Hulk (2008)
- Captain America: Brave New World (2025)

### Televisie
- De Leader verscheen in enkele afleveringen van de Hulk in de serie Marvel Superheroes.
- In 1982 verscheen de Leader in de animatieserie The Incredible Hulk uit 1982. Hierin werd zijn stem gedaan door Stan Jones.
- De Leader verscheen als schurk in de aflevering "Hulkbuster" van de animatieserie Iron Man.
- De Leader was een regelmatig terugkerend personage in de serie The Incredible Hulk uit 1996.
- Leader is een vaste antagonist van Hulk en zijn team in de serie Hulk and the Agents of S.M.A.S.H.